# در آینه
در آینه (به انگلیسی: In the Mirror) آلبومی گردآوری شده از یانی می‌باشد که در فوریه ۱۹۹۸ منتشر شده‌است.